# Smedslättstorget

Smedslättstorget är ett torg i stadsdelen Smedslätten i Bromma väster om Stockholm. Torget är det äldsta av de typiska 1920-talstorg, som fanns efter 12:ans spårvagnslinje på Nockebybanan. Det långsträckta torget är stadsdelscentrum och det är kantat av flerfamiljshus runt spårvagnshållplatsen Smedslätten. Platsen runt Smedslättstorget ger ett idylliskt intryck av småstad. I flerbostadshusen vid Smedslättstorget fanns runt hela torget ursprungligen butiker och affärslokaler. Det har under årens lopp mist sina affärer.
Smedslättstorget har numera förvandlats från butikstorg till kontors- och bostadstorg. När husen runt torget var nybyggda flyttade butiksägare och hantverkare in. Dessa gjorde torget till ett självförsörjande lokalsamhälle. Under årtiondena har det lilla torget förändrats. På 1970-talet fick husen kring torget ljusa färger, butikerna flyttade och då kom några till, men de är nu borta. I husens gamla butikslokaler blev det kontorslokaler. Numera har affärerna har helt försvunnit från torget. Byggnaderna har under åren reparerats och underhållits. Trapphusen och våningarna har blivit reparerade. Omoderna och otidsenliga kök och badrum har blivit upprustade. För ljusets och trivselns skull har några lägenheter byggts om, en tvårummare med kök och bad har blivit fyra rum och kök, badrum och tvätt plus torkrum. Några lägenheter har fått balkong och vita träräcken.
Enligt arkitekturprofessorn Johan Rådberg illustrerar torget det ideala trädgårdsstadstorget. Här låg bland annat två livsmedelsaffärer, två mjölkbutiker, två fiskaffärer, färghandel, konditorier, blomsterhandel och tobaksaffär. Det fanns även  frisersalonger, skomakeri, postkontor och taxistation. Alla butiker har numera försvunnit och ersatts av bostäder och en del kontor.
Smedslättstorget anlades på 1920-talet och fick sitt namn fastställt 1924. Torget är långsmalt med bebyggelse på båda sidor. I mitten av torget finns en långsmal plantering med gräsmatta som går i nord-sydlig riktning, den har blomsterrabatter med tulpaner, rosor och hagtornsbuskar. Gräsmattan är omgiven av låga häckar och hagtornsträd, rundhagtorn eller parkhagtornsträd (Crataegus laevigata), ett prydnadsträd i familjen rosväxter, som blommar rikligt på våren och försommaren med fyllda rosaröda blommor. Den låga häcken inramar det långsmala "gräsrummet" och kortändarna markeras av de karaktäristiska pyramidpopplar. I norra änden av den rektangulära planteringen fanns en tall i mitten omgiven av de två höga poppelträden, även kallad italiensk pelarpoppel, en växtart i familjen videväxter. Den stora tallen fanns på platsen redan år 1922, då torget började byggas. Likadant i södra ändan av planteringen, där fanns också två popplar. Poppelträden är placerade i de fyra hörnen av planteringen. Runt hela torget fanns tidigare många affärer. Idag har många av de gamla 1920-talshusen längs 12:an byggts om.
Arkitekturen runt torget är enkelt och sammanhållet. Husen har färgsättning i ljusa pastellfärger samt i brunt och orange. Husen är ungefär av samma storlek och har två våningar samt en takvåning med vindskupor.

## Historik

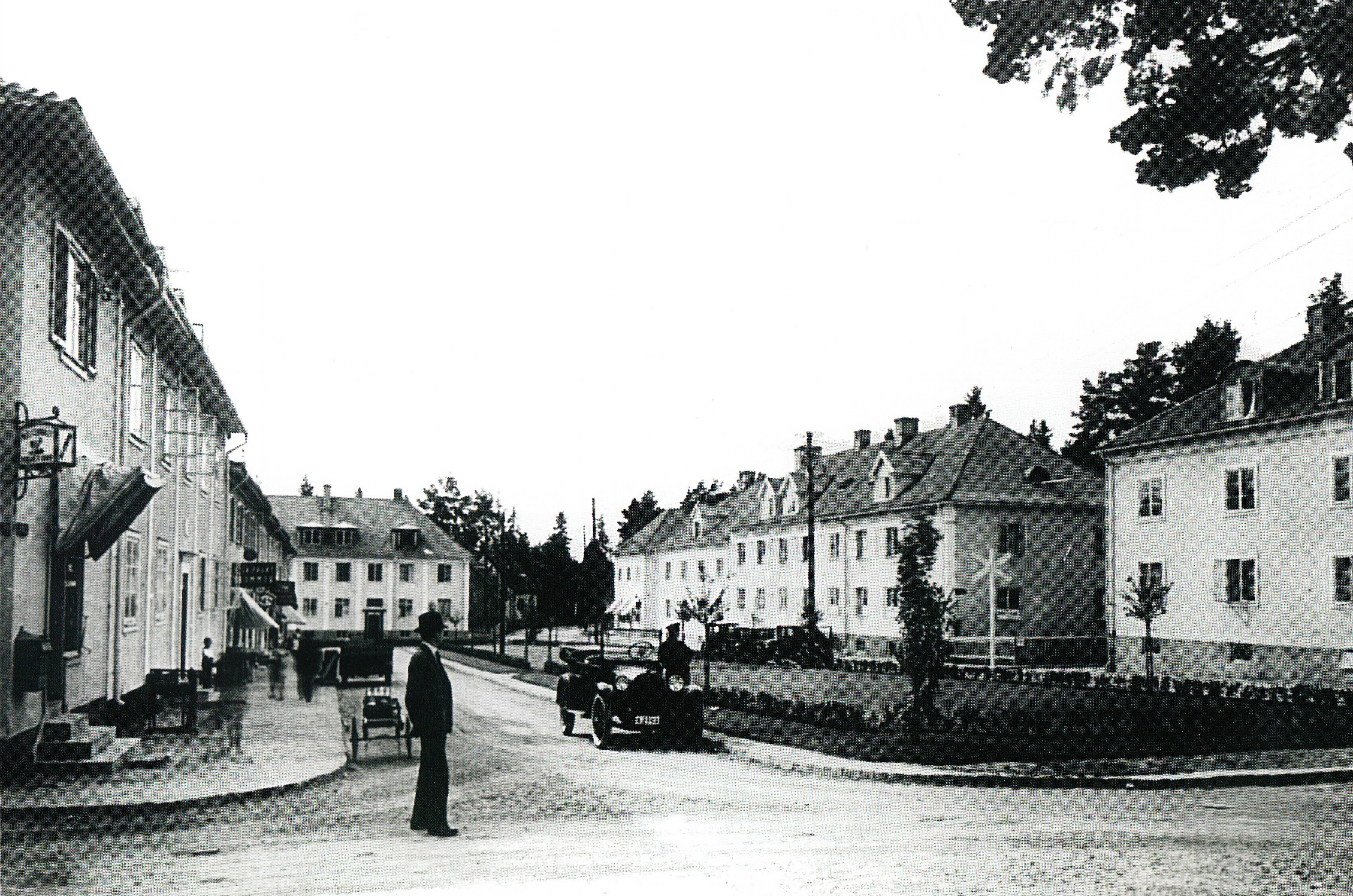
Smedslättstorget från norr 1928.

Smedslätten var ursprungligen ett dagsverkstorp och blev senare säteri. Mangårdsbyggnaden vid Smedslättens gård finns fortfarande bevarad, byggnaden uppfördes vid slutet av 1700-talet. År 1922 köpte Stockholms stad en del av gårdens ägor. Det som staden köpte låg väster om Alviksvägen. Då byggdes villor, och en del hyreshus uppfördes vid Smedslättstorget.
När Smedslättstorget byggdes i början på 1920-talet fick det samma prägel som 1920-talets villastäder. Butiker kantade långsmala så kallade "squares". När Smedslättstorget byggdes var arkitekt Per Hallman stadsplanedirektör. Han var en av de män som skapade trädgårdsstäderna i Bromma. På torgets västra sida ligger Smedslättstorget 44 i kvarteret Snögubben norr om spårvagnsspåren, därefter följer Smedslättstorget 46 och 48 i kvarteret Snöbollen söder om spårvägen, och sedan kommer nr 50, 52, 54 och 56 i kvarteret Villande skog. Bergsviksvägen 49 ligger i kvarteret Svanboet i vinkel med kvarteret Villande skog.
På torgets östra sida ligger Bergviksvägen 45-47, numera nr 47A och 47B, i kvarteret Rosenröd i vinkel mot Smedslättstorget 43-55 i kvarteret Paddan. Dessa fastigheter vetter mot Lunkentusvägen 2-14.

## Husen byggdes på spekulation
Byggmästare Gustav W. Palmblad, boende på Restadsvägen i Ulvsunda, var med när Smedslättstorget bebyggdes. Han berättar om torgets tillblivelse. "Jag arbetade tillfälligt hos en byggmästare Fredriksson, jag vill minnas det var 1927. Han var då i färd med att bygga ett av husen mitt på östra sidan av Smedslättstorget. Samtidigt höll grannhusen på att byggas, men av andra byggmästare."
I början på 1900-talet hette det att: "Alla hus byggdes på spekulation." Det innebar att man byggde utan att i förväg ha någon köpare. Med tiden har valören av ordet spekulation försämrats. Vidare hette det att: "Det var tomträtten och tomträttskassan som gjorde det möjligt. Den som ville etablera sig som byggmästare, måste vara betrodd hos myndigheterna. Då kunde han tilldelas en tomt med tomträtt. Inga tomter betalades. När huset hunnit en bit på väg kunde han hämta ut det första lånet i tomträttskassan. Sen finansierades bygget av tomträttskassan. När huset stod färdigt, bjöds det ut till hugade spekulanter. Och det fanns alltid köpare. Efter det mönstret kom praktiskt taget hela villabebyggelsen ut mot Nockeby till."

## Historiska bilder över Smedslättstorget

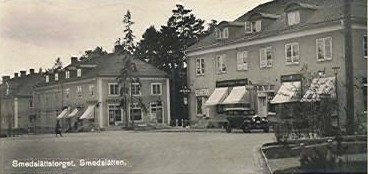
1920-talet, vy från norr med Smedslättstorget 44, där Bergmans Färghandel låg under drygt 50 år.
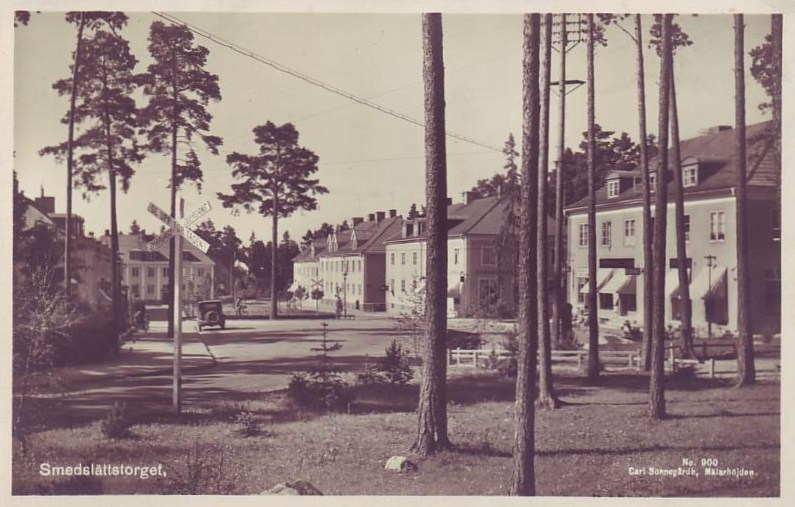
1930-talet,[2] vy från skogspartiet i norr, där nu förskolan Bullerbasius ligger.
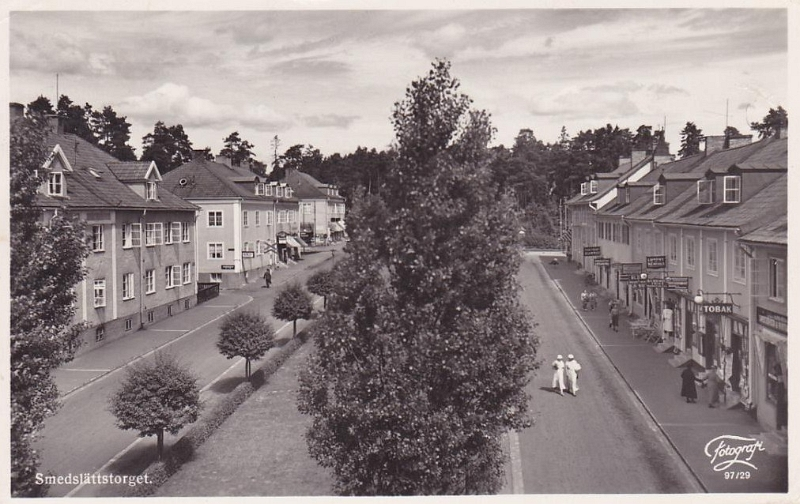
1940-talet, vy från söder mot norr.
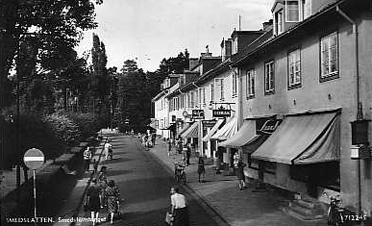
1950-talet, vy från söder, där Percy Lucks Speceri- och köttaffär låg i hörnan vid Bergviksvägen.
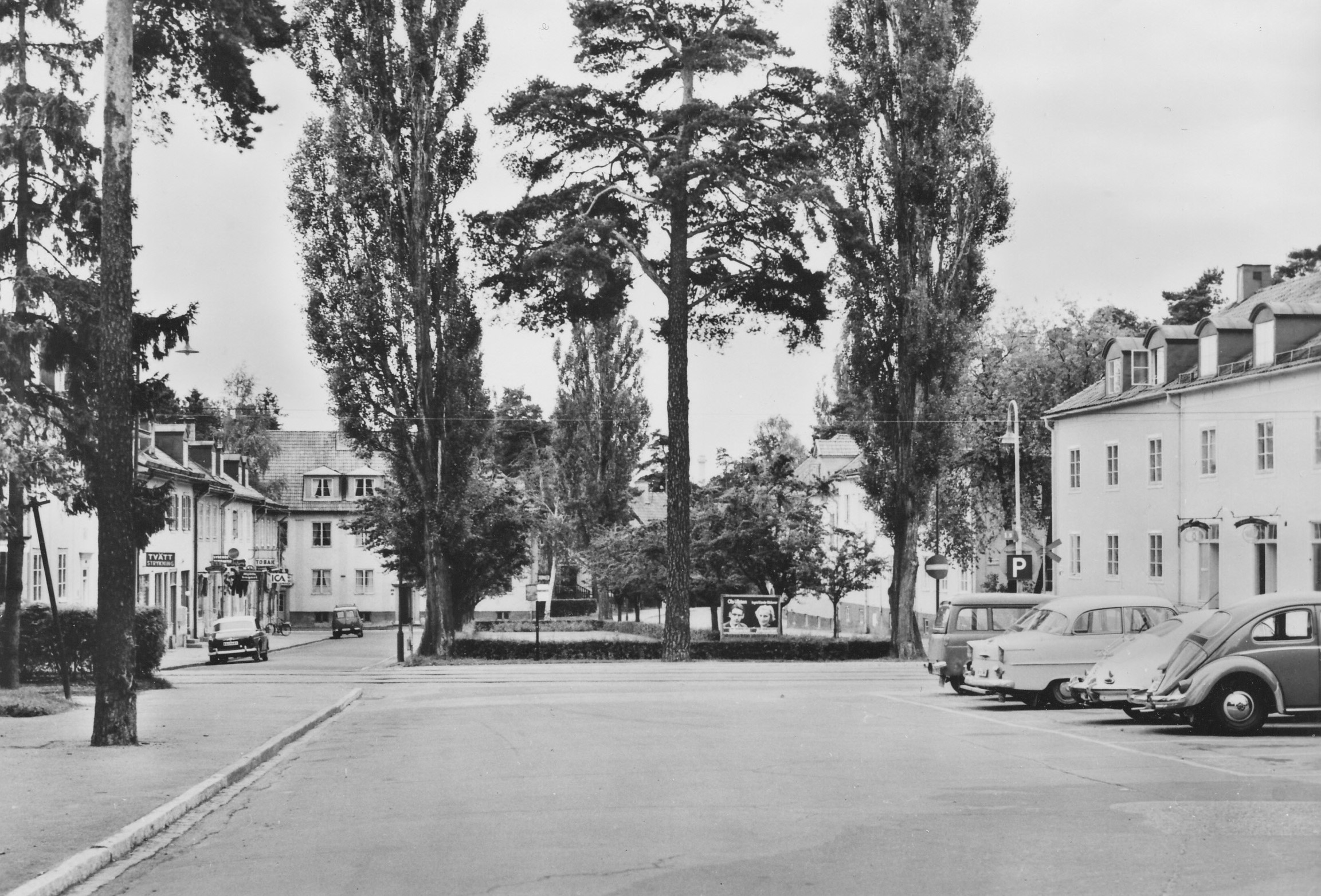
1960-talet, vy från norr mot söder, ännu vid 1960-talets början fanns det många affärer kvar vid torget.
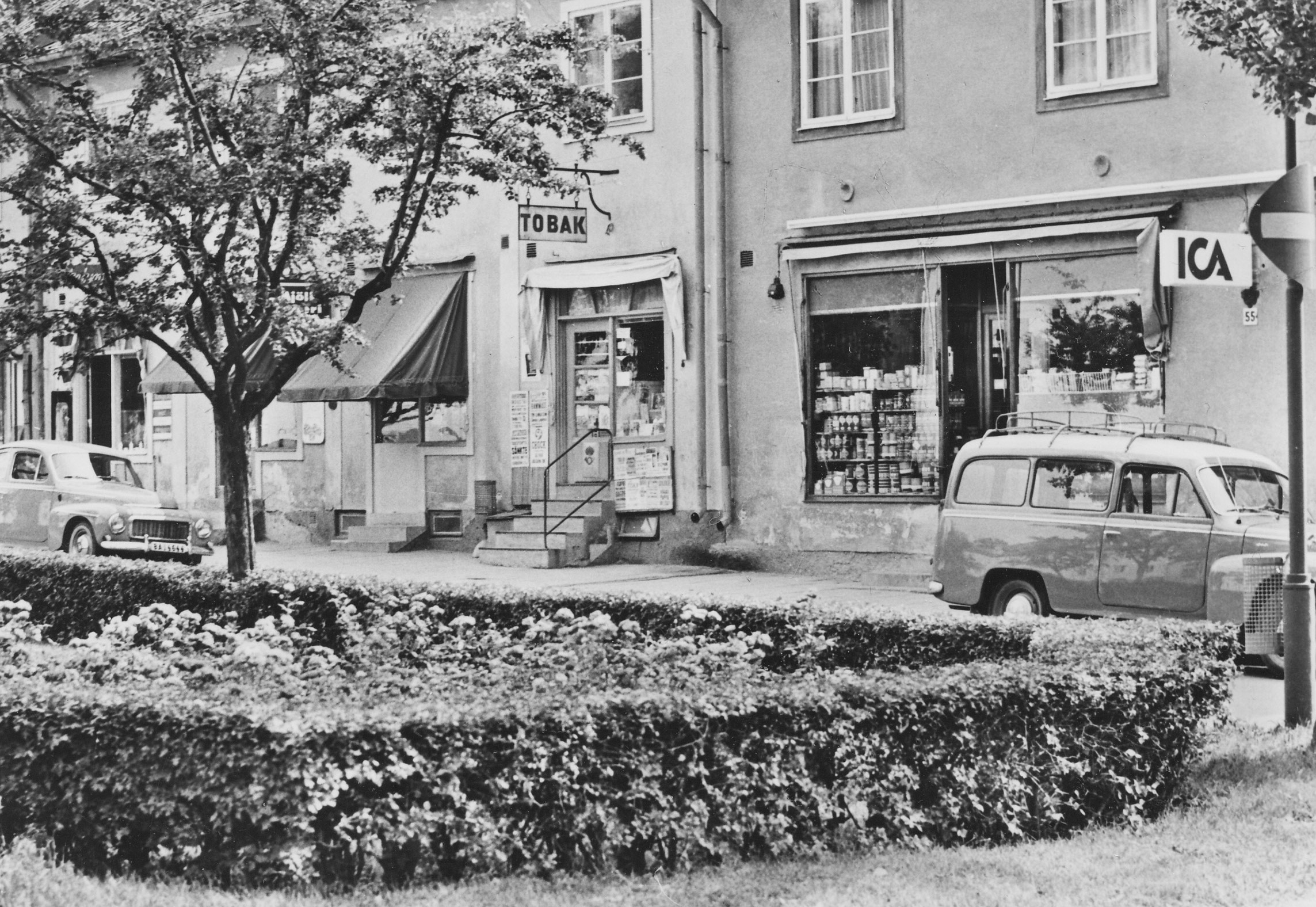
1960-talet, i början av 1960-talet öppnade ICA-affären och Smedslättens Tobaksaffär öppnade redan på 1930-talet. Den fanns kvar ännu i slutet av 1970-talet.

## Smedslättstorget under olika tider

### 1920–1930-talen

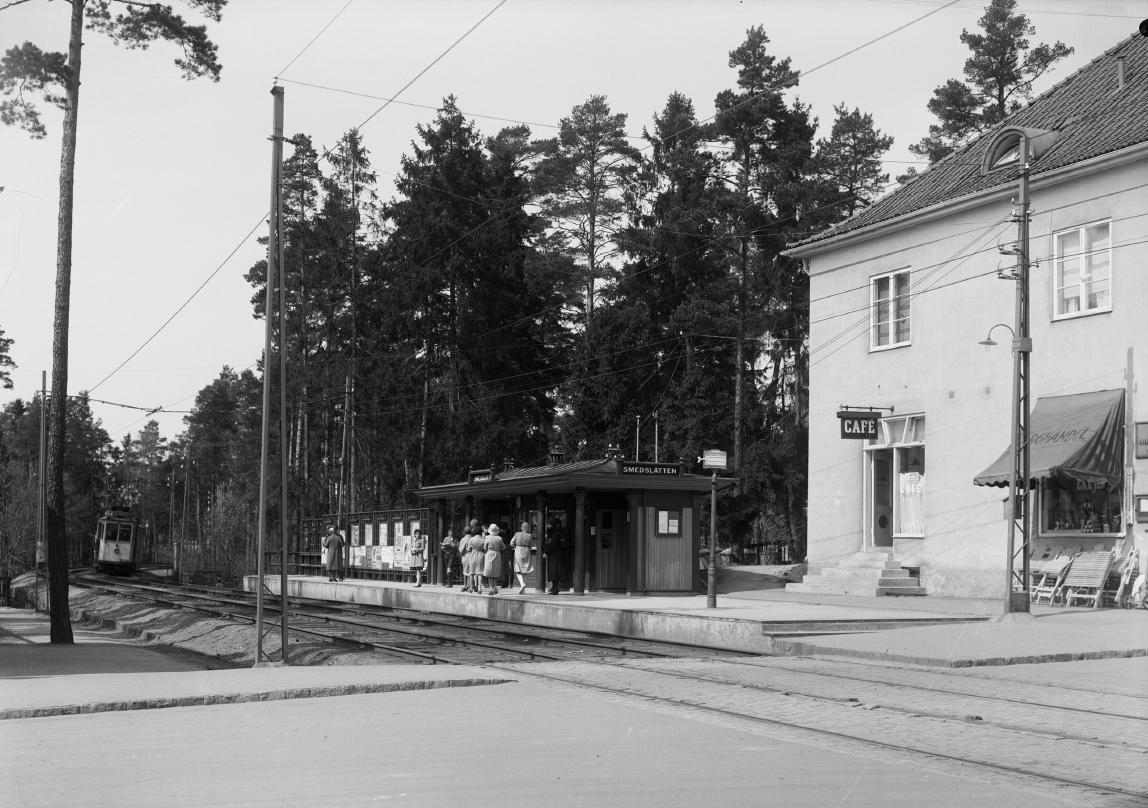
Smedslättstorget vid spårvagnshållplatsen och kiosken. Till höger syns fröken Brolins café med skylten "Café" och Bergmans Färghandels skyltfönster. (Foto från 1931).

Vid Smedslättstorget byggdes hyrs- och butikshus. Före 1924 hette Herman Ygbergs väg Ålstensvägen och den mynnade ut i Smedslättstorget. Övriga vägar som låg nära Smedslättstorget var, och är fortfarande, Bergsviksvägen, Solviksvägen, Lunkentusvägen, Bröderna Grimms väg, Asbjörnsens väg, Topeliusvägen, Aladdinsvägen och Andersens väg. Herman Ygbergs väg, som söder om Smedslättstorget 1934 döptes om till Solviksvägen, fick sitt namn efter stadsingenjören Herman Ygberg. I övrigt har vägarna, liksom kvarteren, ofta sina namn efter sagodiktare och sagofigurer.
Redan 1926 fanns det många hus och affärer runt Smedslättstorget, torget var ett affärstorg. Huset vid Smedslättstorget 44 var på 1920-talet fullt av butiker och människor av alla kategorier. Det var ett brett fält av yrken, som torgets urinvånare visade upp. De var inflyttade till torget från de mest skilda orter, från när och fjärran för att söka lycka och utkomst. Här följer några exempel så som de såg ut 1926.
Smedslättstorget 43 i kvarteret Paddan låg Mjölkcentralens Mejeribod, i nr 49 låg Fisk, Frukt och Blommor samt bland annat NEN:s mejeri (N.E. Nilssons mejeri), som var ett mindre privatägt mejeriaktiebolag.
Smedslättstorget 45-47 i kvarteret Paddan 8 hade en privat ägare. Huset hade tre våningar, varav en våning på vinden. Liksom i de andra husen fanns det centralvärme. Fastigheten var försäkrad i Städernas Allmänna Brandförsäkringsbolag för en tid av tio år. I bottenvåningen bodde två familjer, som vardera hade två rum och kök, badrum, hall, vindskontor och del i tvättstuga. I bottenvåningen bodde vidare två personer i vardera ett rum och kokvrå, toalettrum, vindskontor, matkällare och del i tvättstuga. På övervåningen en trappa upp bodde tre familjer i vardera två rum och kök, badrum, hall, vindskontor och del i tvättstuga. I vindsvåningen hyrdes en tvårumslägenhet av en familj med tre barn.
Smedslättstorget 53 i kvarteret Paddan 6 hade också en privat ägare. Huset byggdes i trä i fyra våningar, varav en källarvåning och en vindsvåning. Centralvärme fanns och huset var försäkrat på Skandia på tio år. I källarvåningen fanns ett bageri och där var anställda ett butiksbiträde och en bagerilärling. Bottenvåningen innehöll en tobaksaffär med ett boningsrum, en fotoateljé, också den med ett boningsrum samt Smedslättens Sybehörsaffär. En trappa upp fanns en bostad på tre rum och lök samt en bostad på två rum och kök och på vindsvåningen en bostad på ett rum och kök. De som bodde i huset hade ett brett utbud av olik yrken, såsom en medicine kandidat, en byggmästare, en handelsidkerska, en fotokonstnär, en kamrer, en hemmadotter, en bagare och en cementarbetare.
Smedslättstorget 44 i kvarteret Snögubben 22 ägdes av en privatperson och hade redan 1926 centralvärme. I bottenvåningen fanns ett flertal affärer. Det fanns en kött- och speceributik med lagerrum, som ägdes av en fröken med tre anställda, bland annat en styckmästare och en springpojke. Själv bodde hon två trappor upp i ett rum och kök. Vidare fanns Smedslättens Handarbetsaffär, som började sin verksamhet i mars 1925. Ägaren bodde i närheten, på Andersens väg 3, och skötte ensam butiken. Den fanns också en butik för frukt och konfekt. Handlaren bodde på Kungsholmen och hade ett biträde anställt, han reste varje dag ut till sin butik i Smedslätten. I huset fanns också en herrekipering, som även sålde tobaksvaror, samt Bergmans Färghandel. Bergmans Färghandel kom att bli kvar i femtio år. Fröken Hilda Maria Brolin drev en kaférörelse i huset. Caféet låg utmed spårvagnens väntperrong, några trappsteg upp. En trappa upp bodde en grosshandlare i tre rum och kök och badrum. Hans hustru var innehavare av modemagasinet Chic, Kungsgatan 44, Stockholm. De hade också en tjänsteflicka boende hos sig liksom två inneboende kvinnor. Inneboendet var en vanlig företeelse i 1920-talets Stockholm.
I samma hus som Bergmans Färghandel hade också Ehns villaförmedling i Äppelviken kontor en trappa upp i ett rum och kök. Det fanns en anställd och han bodde i huset. Fastighetsmäklaren själv bodde i Ålsten. På samma våning hyrde också en familj med två döttrar. Två trappor upp bodde en fröken. Där fanns också en kakelugnsmakare med hustru och dotter samt en inneboende, vidare fanns där en inspektör med hustru. Alla lägenheter var på ett rum och kök.
På 1930-talet öppnades en kaffestuga vid Smedslättstorget 44, Café, som fanns kvar ännu 1977. Dit gick traktens hantverkare för att få lunch och kaffe.
G S Konditoriet startades på 1920-talet av Gustav Strömberg och flyttade till lokalen vid Smedslättstorget 51 på 1930-talet. Konditoriet lades ner i mars 1994.
På 1920-talet fanns det en droskstation på Smedslättstorget. Den låg bredvid bekvämlighetsanläggningen, som låg vid gräsplanteringen vid nordöstra delen av torget. Ägaren till droskstationen hade två chaufförer anställda.

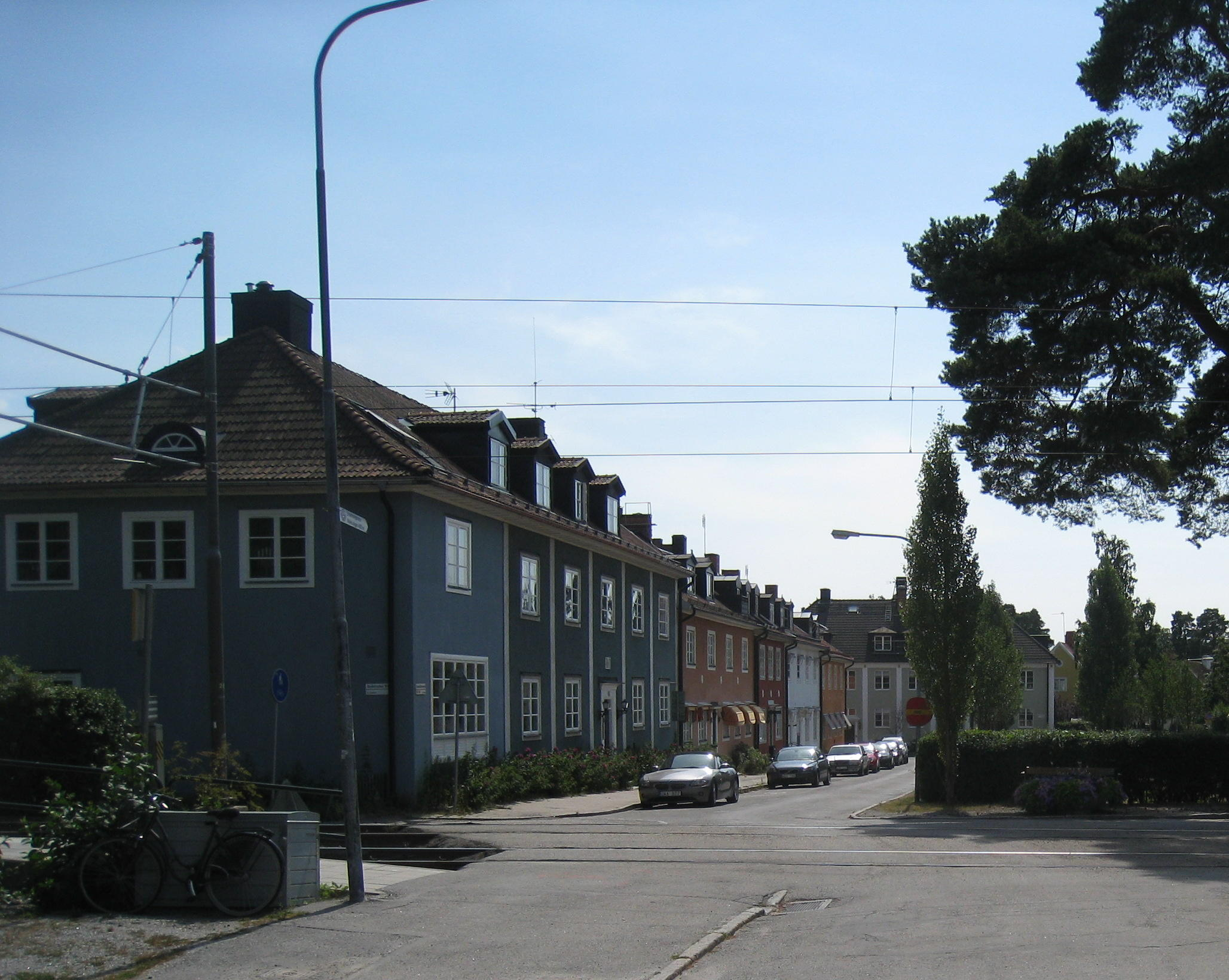
Smedslättstorget 43 (kvarter Paddan)
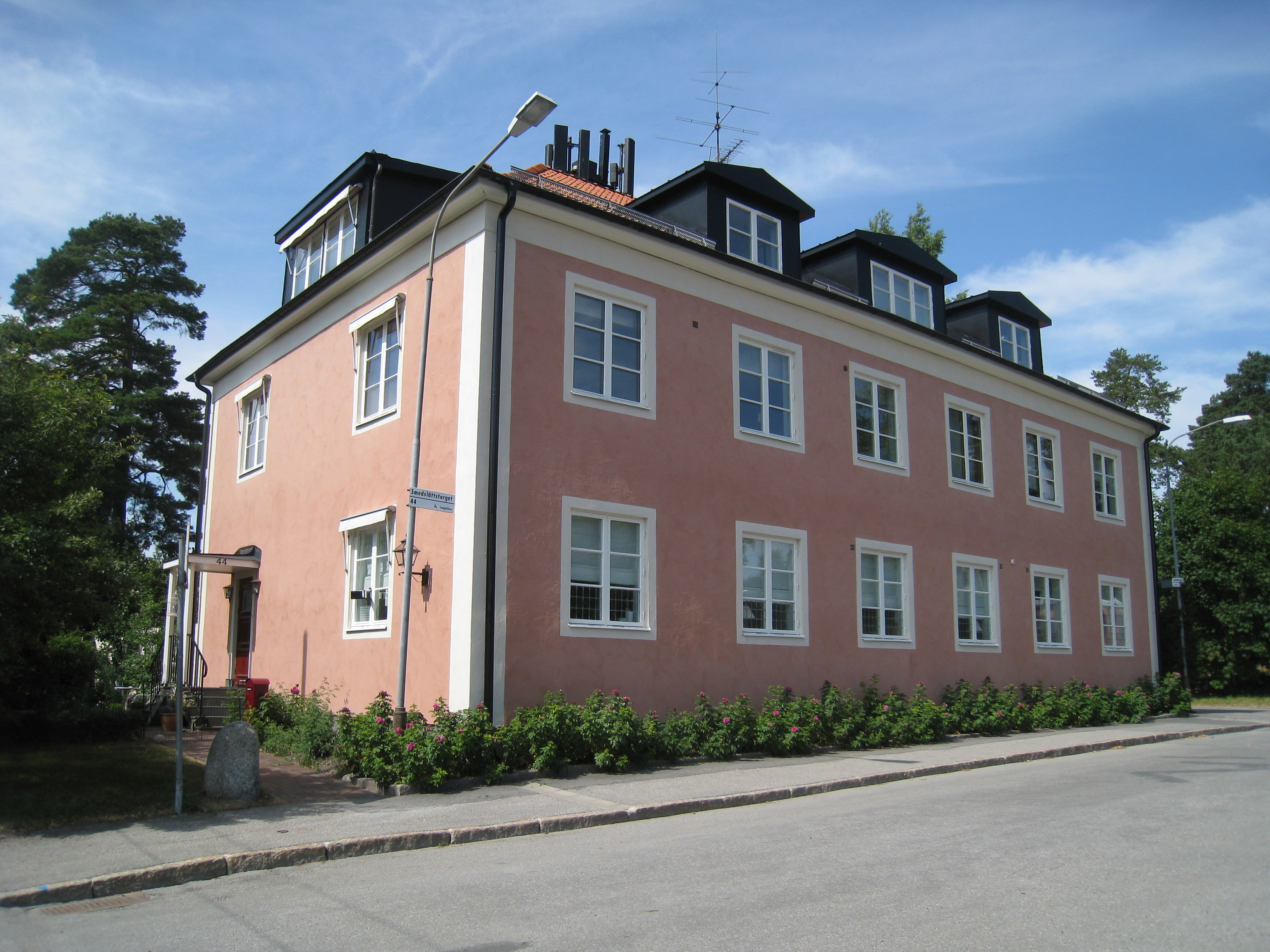
Smedslättstorget 44 (kvarter Snögubben)
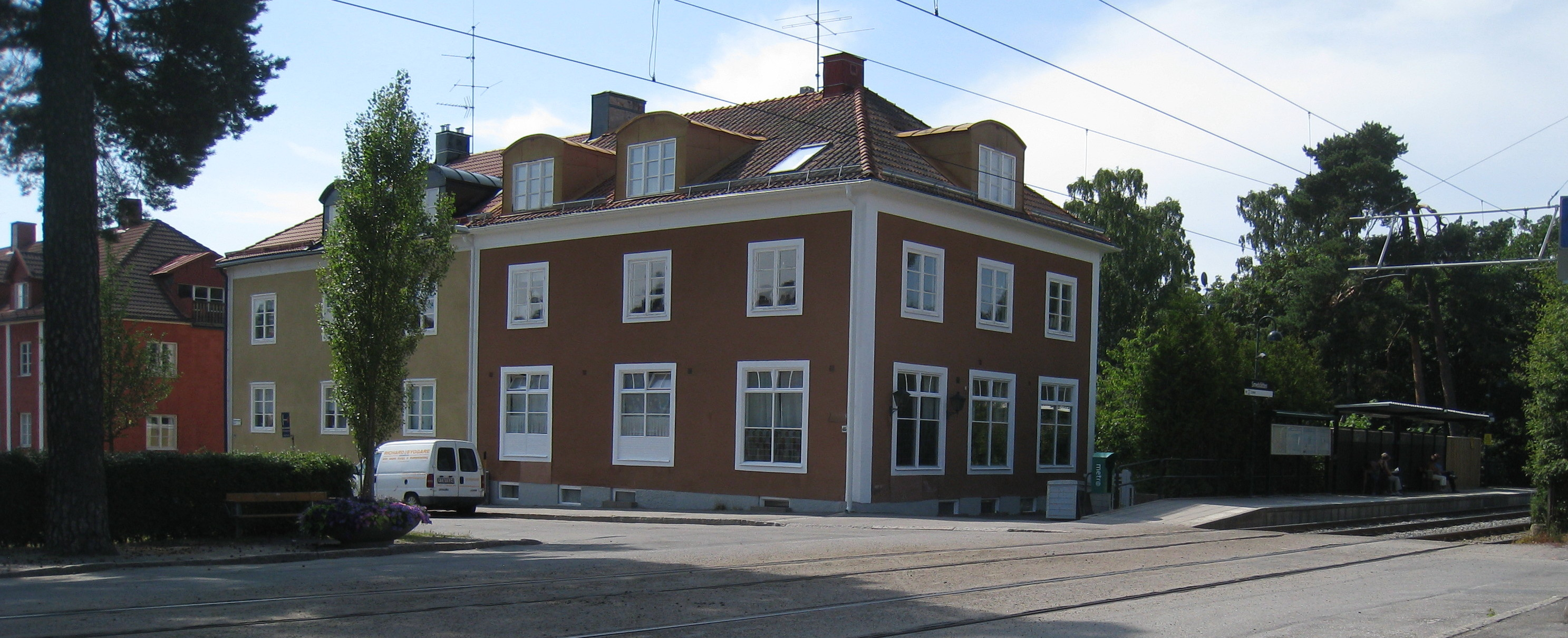
Smedslättstorget 46 (kvarter Snöbollen)
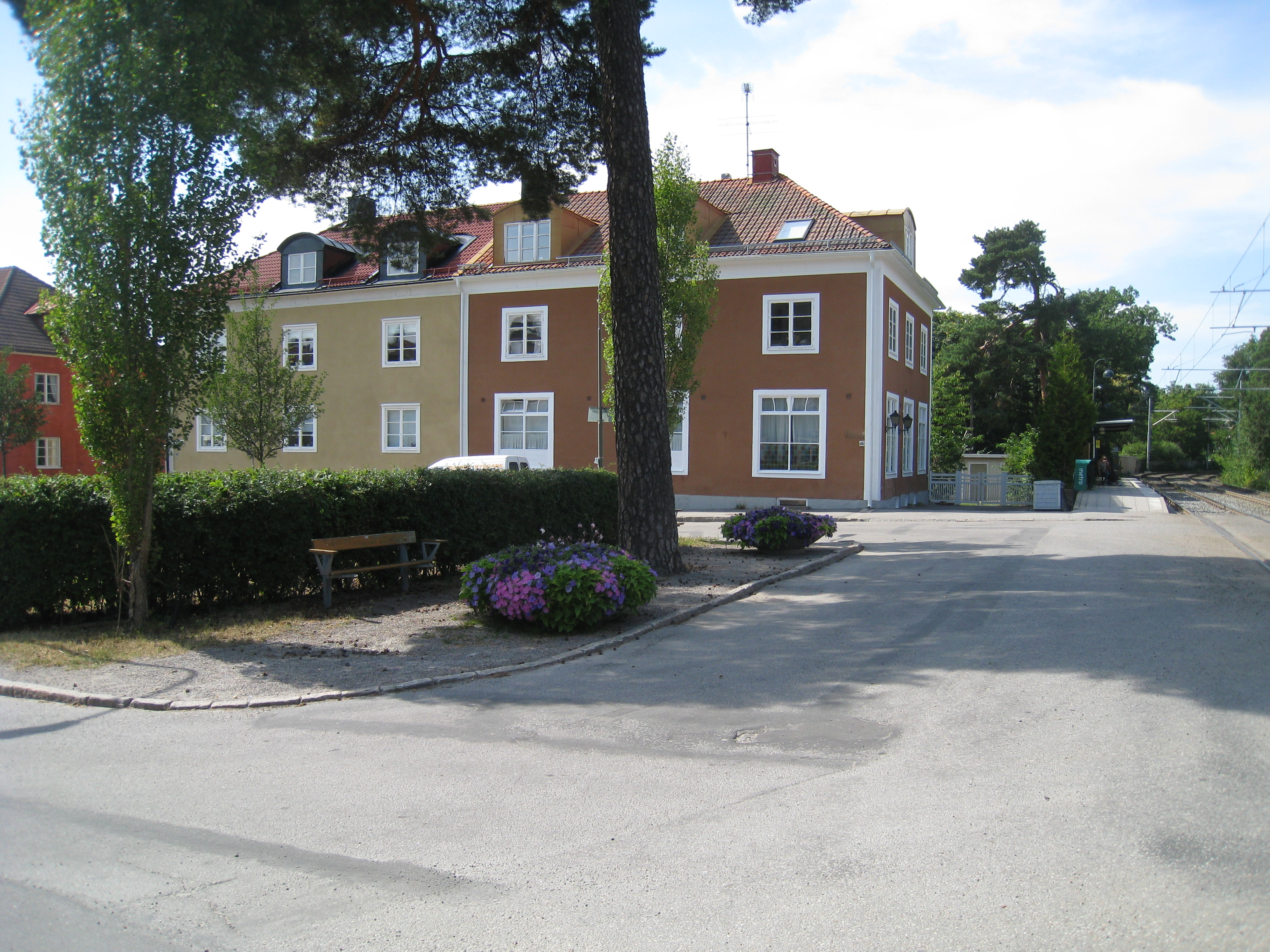
Smedslättstorget 46-48 (kvarter Snöbollen)
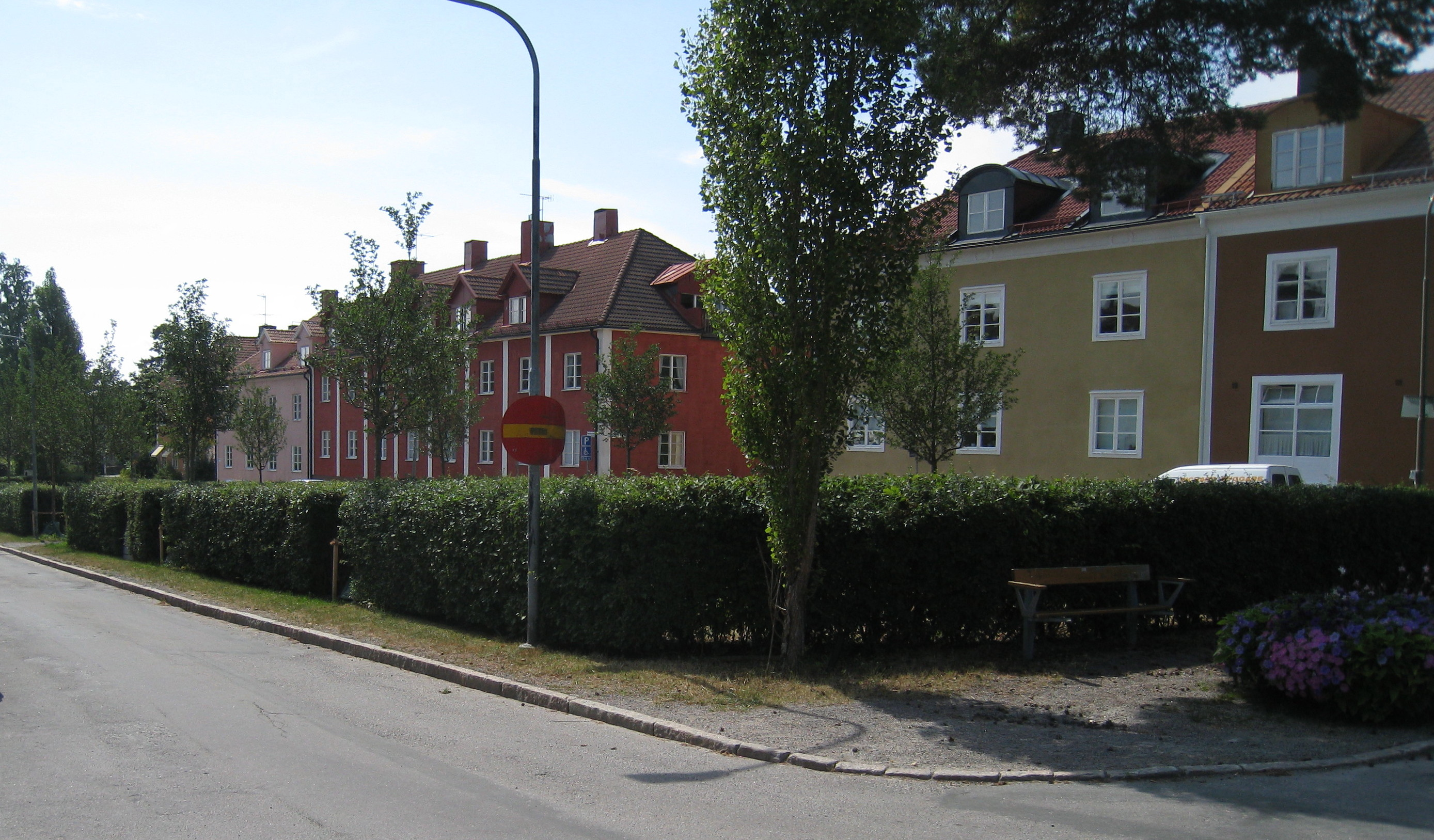
Smedslättstorget 50-56 (kvarter Villande skog)

### 1940–1950-talen

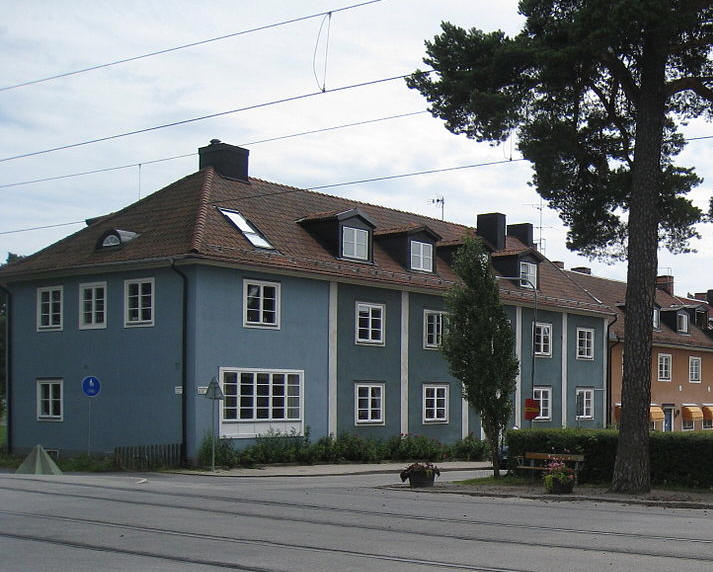
Huset vid Smedslättstorget 43 i hörnan av Andersens väg är ombyggt och har blåputsade fasader. På 1940- och 1950-talen låg här Mjölkcentralens mjölkaffär med en trappa upp till butiken.

En tradition som fanns vid Smedslättstorget var att det anordnades en midsommarfest med traditionell midsommarstång på planen framför färghandeln i huset nr 44. Planen, som numera är parkeringsplats, bestod då av ett ganska tjockt lager av sand och grus. På denna plan kläddes stången av traktens barn och restes och sedan dansade man. Senare ändrades festandet till att man på midsommarafton klädde stången på torget och bar den, man "tågade", ner till Solviksängen, där det arrangerades midsommardanser, sång och musik, allt under ledning.
1940 fanns det 29 butiker runt Smedslättstorget. Vid Smedslättstorget 44 fanns det en livsmedelsaffär, blomsterhandel, fruktaffär, färghandel och kaffestuga samt kiosk vid Smedslättens spårvagnshållplats. Vid Smedslättstorget 46 låg en rak- och frisersalong, skomagasin, fiskaffär och bageri, Västgötabageriet. Smedslättstorget 48 hade ett damskrädderi och en snickeriverkstad, Smedslättens Snickeriverkstad. Vid Smedslättstorget 50, 52, 54 och 56 fanns inga butiker.
I hörnet av Smedslättstorget 43 och Andersens väg låg på 1940- och 1950-talen och en bit in på 1960-talet en mjölkaffär, på den tiden hette mjölkbutiken Mjölkcentralen, förkortat MC. Det var en mjölkandelsförening. Numera är huset i hörnan ombyggt och har blåputsade fasader.
I nr 45-47 låg ett skrädderi och i nr 49 fanns det parfymaffär, charkuterifabrik, mejeriaffär och ett postkontor. I nr 51 var det två butiker, konditori (G S Konditoriet) och Smedslättens Slöjd- och bosättningsaffär. Smedslättstorget 53 hade fyra butiker, sybehörsaffär, bageri (Fornstedts bageri), modeaffär och tobaksaffär. Smedslättens Tobaksaffär med gatuskylten "Tobak" öppnade redan på 1930-talet och den fanns kvar ännu i slutet av 1970-talet, men vid inventeringen 1988 var den borta. I nr 55 i hörnan vid Bergviksvägen låg Percy Lucks Speceri- och köttaffär.
Vid torgets södra ände i hörnet av Solviksvägen och Bergviksvägen 49 fanns tre butiker. Längst bort låg en kött- och speceriaffär, som på 1980-talet blev kontor, samt en mjölkaffär och en fiskhandel. Mitt emot, vid Bergviksvägen 47 med ingång från Solviksvägen och en trappa ned i källaren låg Lindgrens Skomakeri. På 1970-talet fanns det i skomakeriets gamla lokaler en kvarterspolisstation. I Bergviksvägen 45 fanns inga butiker. Vid Bergviksvägen 48 fanns dessutom en damfrisering och likaså snett emot över torget vid Bergviksvägen 49 fanns också en damfrisering.
Vid torgets norra ände, mellan tallen och poppelträdet till vänster, brukade det på 1940- och 1950-talen under sommartid stå uppställt en glasskiosk, som sålde GB-glass. Tidvis fanns också en korvkiosk vid torget.

### 1960–1970-talen
På 1960-talet fanns det vid Smedslättstorget 44, men med ingång från Asbjörnsens väg, en butik för färdiglagad mat, den hette Flamri Delikat.
Den 21 oktober 1974 startades Ekmansboden i huset Smedslättstorget 53 av Berit Ekman. I lokalen hade bland annat funnits bland annat Klingans Kemtvätt. Lokalerna utvidgades då kemtvätten upphörde i början på 1980-talet. Ekmanboden sålde inredningstyger, svenskt konstglas, presentartiklar med mera, av hög kvalité.
I huset Smedslättstorget 51, där senare Fleur öppnade, låg Margits Shop, en butik för sömnadsattiraljer och diverse intressanta tyger. Margit Lönnemo tog emot sömnad och hon sydde kläder till brommadamerna. Lönnemo lade ner affären 1982.
1977 hade antalet affärsbutikerna minskat till 11 samt en kvarterspolis. Affärsverksamheterna fanns då bara vid Smedslättstorget 44 med fyra butiker, nämligen Bromma Nya Glas- och Ramtjänst, Smedslättens Damfrisering, Smedslättens Färg i före detta Bergmans Färghandel samt kaffestugan, och vid Smedslättstorget 49, 51 och 52 med sex butiker, nämligen postkontoret, G S Konditoriet, Margits Shop, Ekmansboden, kemtvätt och Smedslättens Tobaksaffär, samt vid Bergviksvägen 47B, där skomakeriet hade en inlämningsfilial och kvarterspolisstationen fanns.
I slutet på 1970-talet lades Bergmans Färghandel ned, och hette de sista åren Smedslättens Färg. Intill färgaffären låg blomsterhandeln Actea, som på 1980-talet flyttade till Ålstens torg. På Bergviksvägen 49 fanns också en ICA-butik, men den lades ner på 1970-talet, och då började konditoriet sälja en del matvaror också.
1975 byggdes en förskola vid norra änden av Smedslättstorget. Förskolan är ett föräldrakooperativ och heter Bullerbasius Förskola; den ligger på Herman Ygbergs väg 38.

### 1980–1990-talen
Smedslättstorget har förnyats och husen kring torget har rustats upp och fått ny färgsättning i pastellfärger. 1984 öppnades butiken Fleur, som sålde exklusiva damkläder, smycken och väskor. Solbutiken, ett solarium, vid nr 53 öppnades också 1984. Tidigare var det kontorslokal för ingenjörsfirman N O Dunkars AB. Det företaget flyttade då till Lunkentusvägen 12.
1988 fanns bara fyra butiker kvar, det fanns fem kontor och två tandläkare. De fyra butikerna var G S Konditoriet, Fleur, Ekmansboden och Solbutiken, ett  solarium. De fem firmor som hade kontorslokaler vid torget var AB Prosparitas, Kontura Gruppen, Lennart Ljungquist Fastighetsvärderingar AB, Solviks Konsult AB, N O Dunkars AB och International Brokerage and Leasing AB (IBL). Tandläkarna hade sin praktik vid Smedslättstorget 45. Ännu 1977 fanns postkontoret kvar, men vid inventeringen 1988 hade postkontoret lagts ned.
1994 återstod endast ett bageri, en presentshop och en tandläkare. I månadsskiftet februari-mars 1994 lades G S Konditoriet vid Smedslättstorget 51 ned. Konditoriet startade i början av 1920-talet av Gustav Strömberg. Senast drevs det av sonen Bengt Strömberg med fru. Konditoriet var särskilt känt för två specialiteter, de var hälsolimpan och prinsesstårtan. Lokalen användes därefter av en konsultfirma inom patentområdet. Sedan modefirman Fleur flyttat var sedan endast Ekmansboden vid Smedslättstorget 53 den enda kvarvarande affären.